# Добершюц
Добершюц (нім. Doberschütz) — громада в Німеччині, розташована в землі Саксонія. Входить до складу району Північна Саксонія.
Площа — 79,81 км2. Населення становить 4082 ос. (станом на 31 грудня 2020).